# The Dusty Foot Philosopher
Albums de K'Naan
My Life Is A Movie
(2004) The Dusty Foot on the Road
(2007)
The Dusty Foot Philosopher est un album de K'Naan sorti le 7 juin 2005 au Canada et le 23 juin 2005 aux États-Unis.

## Bande Originale
"In the Beginning" fait partie de la BO du film Harold et Kumar s'évadent de Guantanamo, sorti en 2008. "Soobax" a également été utilisé pour la B.O. du jeu vidéo FIFA 06 

## Liste des titres
1. "Wash It Down" – 2:15
2. "Soobax" – 3:42
3. "What's Hardcore?" – 3:36
4. "My Old Home" – 3:06
5. "Moment" (interlude) – 0:10
6. "I Was Stabbed by Satan" – 3:50
7. "My God" (interlude) – 0:22
8. "Smile" – 4:03
9. "If Rap Gets Jealous" – 4:18
10. "The Dusty Foot Philosopher" – 3:56
11. "Strugglin'" – 4:25
12. "In the Beginning" – 3:21
13. "Hoobaale" – 5:05
14. "The African Way" – 4:20
15. "Voices in My Head" – 4:00
16. "Boxing My Shadow" – 4:29
17. "For Mohamoud (Soviet)" (interlude) – 0:32
18. "Until the Lion Learns to Speak" – 8:53

## Prix
L'album a gagné un Prix Juno pour l'album rap de l'année 2006.